# Mario Ayala
Mario Ayala Valentín (* 10. August 1942 in La Piedad, Michoacán; † 22. Oktober 2023), auch bekannt unter dem Spitznamen El Capi, war ein mexikanischer Fußballspieler und -trainer, der in beiden Eigenschaften für seinen langjährigen Verein Club León tätig war.

## Laufbahn
Bei den olympischen Sommerspielen 1964 gehörte Ayala zum Aufgebot der mexikanischen Fußballmannschaft.
Als Fußballprofi spielte „Capi“ Ayala in den 1960er Jahren für den Hauptstadtverein Club América, mit dem er den Meistertitel der Saison 1965/66 gewann. In den 1970er Jahren stand er beim Club León unter Vertrag, mit dem er den Pokalwettbewerb der Saison 1971/72 und anschließend auch den Supercup gewann. Aufgrund seiner langjährigen Verdienste um den Club León, für den er mindestens bis 1975 als Spieler aktiv war, wurde in der Stadt León eine Straße nach ihm benannt.

## Erfolge
- Mexikanischer Meister: 1966
- Mexikanischer Pokalsieger: 1972
- Mexikanischer Supercup: 1972